# Madlib
Madlib, artiestennaam van Otis Jackson Jr. (Oxnard, 24 oktober 1973), is een Amerikaans hiphop-producer, rapper en dj. Hij staat bekend onder een reeks pseudoniemen zoals Quasimoto en Yesterdays New Quintet, een fictieve groep waarmee hij al verschillende jazzalbums heeft uitgebracht. Naast zijn solowerk heeft Madlib ook samengewerkt met andere muzikanten waaronder J Dilla en MF DOOM.

## Biografie
Op de middelbare school richtte Madlib samen met zijn jeugdvrienden Wildchild en DJ Romes de groep Lootpack op. Samen werden ze al snel opgemerkt door Peanut Butter Wolf, de manager van het Amerikaanse label Stones Throw die hun kort daarop een contract aanbood. Hij werkte ook samen met Tha Alkaholiks, voor wie hij verschillende singles produceerde. In 1998 bracht hij met Lootpack het album Soundpieces: Da Antidote uit. Nadien ging Madlib solo verder. In 2000 bracht hij onder zijn alter ego Quasimoto het album The Unseen uit. Hiervoor gebruikte hij verschillende jazz- en funksamples waarover hij met een verhoogde stem rapte. Hij bereikte dit effect door de beat te vertragen, er vervolgens zijn rap over te plaatsen om dan opnieuw de beat naar zijn originele snelheid te brengen. Het album werd zeer goed onthaald en forceerde dan ook Madlibs definitieve doorbraak.
Hierna keerde hij zich even af van hiphop, en richtte de fictieve jazzgroep Yesterdays New Quintet op. Hun eerste album, Angels without Edges, verscheen in 2001. Hiernaast bracht hij onder het befaamde jazzlabel Blue Note Records in 2003 Shades of Blue uit, een collectie van geremixte nummers uit de Blue Note-collectie. Later dat jaar richtte hij samen met de inmiddels overleden producer J Dilla het duo Jaylib op, waaronder ze het album Champion Sound uitbrachten. Ze produceerden elk de helft van het album en rapten vervolgens over elkaars beats. In 2003 was Madlib ook te gast op het album Adventures in Lo-Fi van producer King Britt. Een jaar later collaboreerde Madlib met rapper MF DOOM. Onder het pseudoniem Madvillain brachten ze in 2004 het album Madvillainy uit. Het is tot op heden het meest verkochte album van Madlib.
In 2005 verscheen er opnieuw een album onder het mom van Quasimoto. Madlib ging nog meer obscure samples gebruiken waardoor het nog alternatiever beschouwd werd dan zijn debuutalbum. In 2006 verscheen de eerste serie uit de Beat Konducta-reeks. Dit zijn collecties korte beats die rond een bepaald thema draaien. Zo bracht hij een album uit met beats gesampled uit Bollywoodfilms. Hierna zou Madlib nog onder andere samenwerken met onder andere Percee P, Erykah Badu en de drummer Ivan Conti, met wie hij een Braziliaans getint jazzalbum uitbracht.

## Discografie
- 1999: Soundpieces: Da Antidote
- 2000: The Unseen (album)
- 2003: Shades of Blue
- 2003: Champion Sound
- 2004: Madvillainy
- 2004: Mind Fusion Vol. 2
- 2004: Theme For a Broken Soul
- 2005: The Further Adventures of Lord Quas
- 2006: Beat Konducta Vol 1-2: Movie Scenes
- 2007: Beat Konducta Vol 3-4: Beat Konducta in India
- 2007: Liberation (met Talib Kweli)
- 2007: Yesterdays Universe
- 2008: Sujinho
- 2008: WLIB AM: King of the Wigflip
- 2009: Beat Konducta Vol. 5-6: A Tribute to...
- 2010-2012: Madlib Medicine Show
- 2013: Yessir Whatever
- 2014: Piñata (met Freddie Gibbs)
- 2014: Rock Konducta
- 2015: Bad Neighbor (met MED en Blu)
- 2019: Bandana (met Freddie Gibbs)
- 2021: Sound Ancestors